# Der Schneeleopard
Der Schneeleopard (Originaltitel: La panthère des neiges) ist ein französischer Dokumentarfilm der Regisseurin Marie Amiguet und des Tierfotografen Vincent Murnier über die Suche nach dem Schneeleoparden. Der Film startete am 10. März 2022 in den deutschen Kinos.

## Handlung
Sylvain Tesson begleitet Vincent Munier auf eine Expedition ins Hochland von Tibet, bei der Munier den gefährdeten Schneeleoparden fotografieren will. Zuvor hat er bereits Touren in abgeschiedene Gebiete unternommen, um seltene Tierarten zu filmen.
Gemeinsam steigen sie aus dem Tal in die Berge hinauf und sehen zunächst nur Yak und Blauschafe. Leise Unterhaltungen der beiden wechseln sich mit Panoramen der atemberaubenden Landschaft ab. Während der langen Stunden auf der Lauer beginnt Tesson über seine Beziehung zur Natur und insbesondere über die Eingriffe des Menschen dorthinein nachzudenken.
Bei einer Tour stellen sie eine Wildkamera an einem Pass auf und entdecken eine Höhle mit einem ersten Pfotenabdruck eines Schneeleoparden sowie den Spuren eines tibetischen Blaubären. In den nächsten Tagen können sie schließlich eine Bärin mit zwei Jungtieren beobachten, die sich über einen Höhenzug bewegen und langsam auf sie zukommen. Schließlich ziehen sich die beiden zur Sicherheit zurück.
Bei der Überprüfung der Wildkamera finden sie tatsächlich eine Aufnahme des Schneeleoparden, der direkt vor der Kamera stehen bleibt und gähnt. Auch begegnen sie in der Nähe den Kindern einer Nomadenfamilie, die begeistert die Fernrohre ausprobieren.
Auf ihrer letzten Tour finden sie schließlich eine Höhle und etwas unterhalb in einem kleinen Tal ein gerissenes Yak. Noch am selben Abend erkennen sie die Silhouette des Schneeleoparden am gegenüberliegenden Bergkamm. Schließlich sehen sie das Tier am nächsten Morgen in voller Pracht, wie es am Yak frisst, die beiden Menschen beobachtet und nach einer Weile seiner Wege geht. Die beiden sind von dieser Begegnung überwältigt und erkennen den Wert ihrer Mühen.

## Produktion
Der Film wird über MFA+ vertrieben. Er wurde am 24. Dezember 2023 auf arte gezeigt.

## Rezeption
Für Anke Sterneborg ist der Film „eine Übung in Geduld und zugleich eine Schule des Sehens. Er sensibilisiert für das, was man alles wahrnehmen kann, wenn man geduldig wartet und wachsam schaut.“
Bert Rebhandl schreibt, dass „man sich den Eindrücken aus Tibet unmittelbar hingeben [kann], mindestens so spannend ist es aber, sich dabei auch die Vermittlungsschritte zu vergegenwärtigen und über eine Technik zu staunen, die bei ihren ganz Anderen, nämlich bei einem interesselosen Blick, bei einem ehrfürchtigen Staunen, dann doch nie ganz ankommt.“

## Auszeichnungen
César 2022
- César als Bester Dokumentarfilm
- Nominierung für Beste Filmmusik
- Nominierung für Bestes Erstlingswerk

Prix Lumières 2022
- Lumières für Bester Dokumentarfilm
- Nominierung für Beste Filmmusik